# Дрозд, Ярослав
Ярослав Ежи Дрозд (пол. Jarosław Jerzy Drozd, род. 13 июня 1955, Кошалин, Западно-Поморское воеводство) — польский дипломат. Генеральный консул Республики Польша в Санкт-Петербурге (2005—2011), во Львове (2011—2015).

## Биография
Родился 13 июня 1955 года в Кошалине. Выпускник VII высшей школы Dąbrówki в Познани (1974) и журналистики в Университете Адама Мицкевича в Познани (1978). Защитил докторскую диссертацию в Польском институте международных отношений в Варшаве (1989). Он был аспирантом в Институте политических наук, помощником в Институте экономических и социальных наук Технологического университета.
С 1978 года на дипломатической службе. Старший помощник в Польскому институте международных отношений в Варшаве (1978—1986), второй секретарь / первый секретарь политического отдела посольства Польши в Берлине (1986—1990).
В 1991—1993 годах — он читает лекции в Университете Потсдама. Ярослав продолжил работать в Министерстве иностранных дел Польши, в качестве министра — советника в Департаменте стратегических исследований, а потом в отделе исследований и планирования Министерства иностранных дел (1993), советник в посольстве в Вене (1995—2002). Он занимал пост заместителя директора / директора департамента информационных систем иностранных дел (2002—2005); Генеральный консул в Санкт-Петербурге (2005—2011). Генеральный консул во Львове (2011—2015). Он также является профессором университета кардинала Стефана Вышинского в Варшаве (с 2002 года).

## Награды и почести
- Орден «За заслуги» ІІІ степени (27 июня 2015 года, Украина) — за значительный личный вклад в государственное строительство, социально-экономическое, научно-техническое, культурно-образовательное развитие Украины, весомые трудовые достижения и высокий профессионализм[7]
- Командорский крест 2-го класса почётного знака за заслуги перед Австрийской Республикой (2007 год, Австрия)[8]